# 排灣語

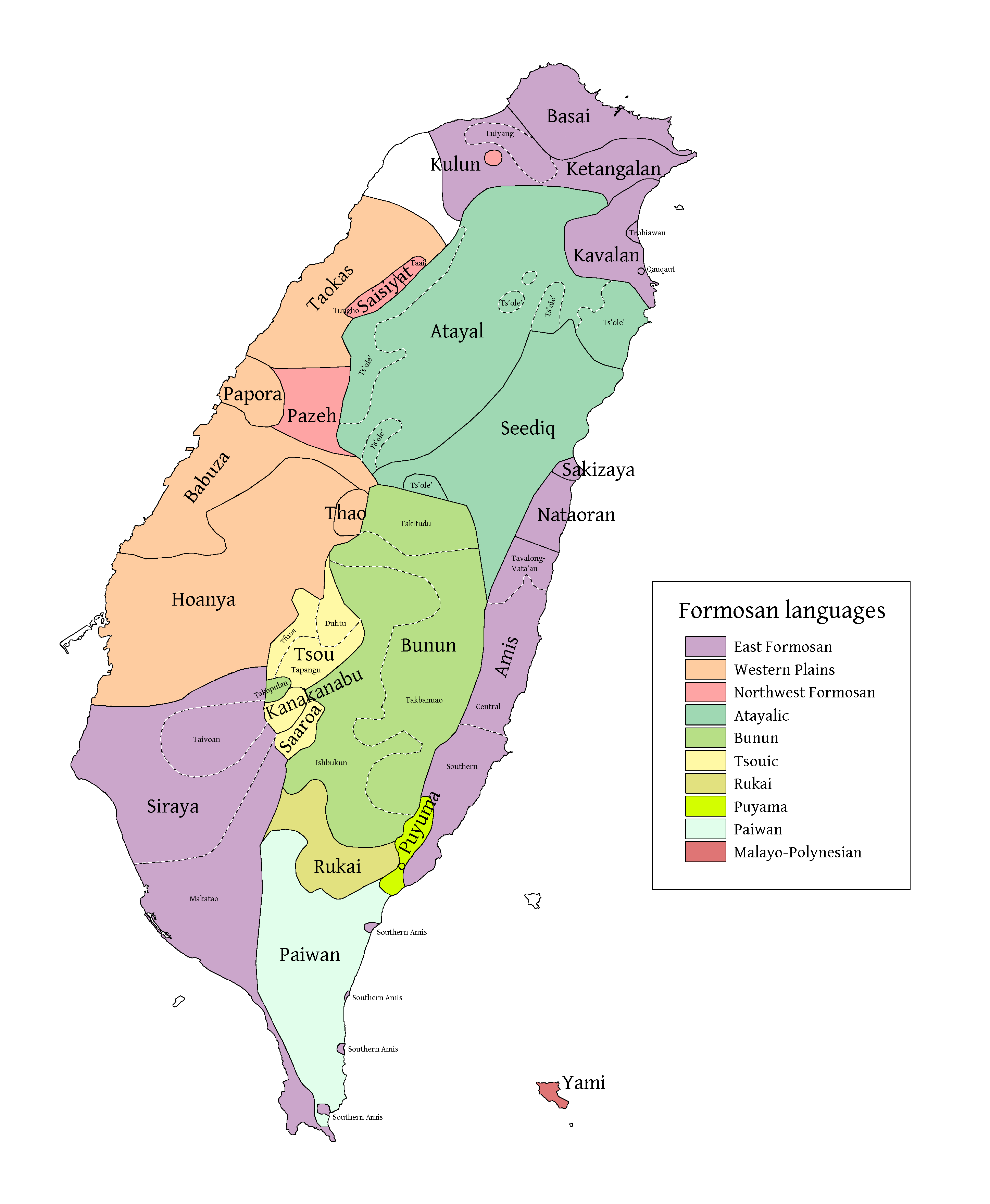
漢人遷台之前的台灣南島語言分布圖。

排灣語（Pinayuanan，發音：[pinajuanan]）是一種主要為台灣島上排灣族所使用的語言，是台灣的代表語言和象徵語言之一。在語言學分類上屬於南島語系的排灣語群，同時也是中華民國的國家語言之一，以拉丁文字書寫。大多數排灣語詞彙源於南島語系古排灣語的語言固有詞彙，後期一些詞彙來自荷蘭語和日語，還有部分來自臺語、標準漢語和英語。

## 歷史
排湾语歷史悠久，曾為南臺灣最通行的語言之一，古時不只排灣人使用，甚至許多南部地區人民，如魯凱族、西拉雅族、馬卡道族屏東地區漢人等，都可以使用排灣語进行溝通。排灣語依詞彙使用可分為文言排灣語（pinakaiyatjaladj）和白話排灣語（kakaian），在日本時代及其之前，使用的大多是文言排灣語，而文言排灣語至今則只見於經語或古謠，不常用於日常生活對話。白話排灣語則是現今較常使用的，其構句之單字較簡單，在字面上即能一目瞭然。

## 方言群
排灣語使用者分佈在北起大武山地，南達恆春，西自隘寮，東到太麻里以南海岸的地區。依據 Raleigh Ferrell 的《排灣語辭典》（Paiwan Dictionary, 1982:4-6），排灣語各語支可分為下列方言群。
- A1 – 中南部
  - Kuljaljau（Kuljaljau，古樓部落[註 1]） – 因其廣泛的可理解度以及對於不同音素的保留，被使用於 Raleigh Ferrell 於1982年的《排灣語辭典》中。然而在臺東縣的 Tjuabar 土坂部落，除了講 Tjariḍik （大谷社話） 和 "Tjuabar" （土坂社話）（與 Tjavuaɬi （大貓狸話）高度相關）之外，也有使用此方言。
  - Vungalid（Vungalid 望嘉社[註 2] , Pucunug 文樂社 [註 3]，Payljus 白鷺社 [註 4]） – 望嘉方言
  - Kapaiwanan（Su-Paiwan，下排灣社）
  - Tjuaqatsiɬay（Kachirai，茄芝萊[註 5]） – 東南部方言
- A2 – 中部
  - Drarəkrək（Riki-riki 力里社[註 6]）
  - Patjavaɬ （Ta-niao-wan 大鳥灣[註 7]）
- B1 – 北端
  - Tjukuvuɬ（Tokubun[註 8]）
  - Kaviangan（Kapiyan[註 9]）
- B2 – 西北部
  - Tjaɬjakavus （Tjaljakavus 加拉阿夫斯[註 10]）
  - Makazayazaya （Ma-chia 瑪家村）
- B3 – 中東部
  - Tjariḍik（Charilik，大谷社[註 11]）
- B4 – 東部
  - Tjavuaɬi（Taimali 大貓狸[註 12]）
  - Tjakuvukuvulj（Naibon，腳歐伯伯 Chaoboobol[註 13]）

排灣語各方言間相通度高，但實際方言群分支至今尚未被完整考究。在原住民族語能力認證中，排灣語認證考試則大致略分為四類：東排灣語、北排灣語、中排灣語、南排灣語。

## 文字
排灣語正寫法正式使用28個字母，其中包含22個拉丁字母、5個二合字母以及「'」，如下：
| 羅馬字                            | a | b | c  | d | dj   | dr   | e   | g | (h) | i | k   | l | lj | m | n | ng | p | q     | r   | s | t | tj   | u | v | w | y | z   | ' |
| 注音字                            |   |   |    |   |      |      |     |   |     |   |     |   |    |   |   |    |   |       |     |   |   |      |   |   |   |   |     |   |
| 國際音標 （依方言別有語音之不同） | a | b | t͡s | d | ɟ d͡ʑ | ɖ ɖ͡ʐ | ə ɘ | g | h   | i | k ʔ | ɭ | ʎ  | m | n | ŋ  | p | q ʔ ʕ | r ʁ | s | t | c t͡ɕ | u | v | w | j | z ʐ | ʔ |

## 音系
排灣語的音系之音位大都使用適當的Unicode符號來標示。在台灣南島語的書寫系統的訂定上，元輔音之音系表原則上都是先「發音部位」（橫列）、後「發音方法」（縱列）、再考量「清濁音」，來訂定其音系之音位架構。

## 文法
在文法的分類上台灣南島語並不同於一般的分析語或其它綜合語裡的動詞、名詞、形容詞、介詞和副詞等之基本詞類分類。比如台灣南島語裡普遍沒有副詞，而副詞的概念一般以動詞方式呈現、可稱之為「副動詞」，類之於俄語裡的副動詞。 排灣文法分類是將基礎的文法之詞類、詞綴、字詞結構及分類法，對比分析語等之詞類分類法加以條析判別。

## 近代文化

### 文學
排灣文學擁有其悠久的歷史，但戒嚴時期，排灣語文學受到打壓。直到1987年臺灣解嚴後，排灣語文學作品才開始逐漸復甦，文類也由初期的詩開始往小說、散文、新詩等各方面開拓，並出現Rangalu Taruljayaz、Kual Selaulauz、Ljavuras Kadrangian等優秀作家。

### 流行音樂
排灣語流行音樂是指使用排灣話演唱的流行音樂類型。1987年解嚴後開始逐漸復甦，並衍伸出多種表演型態。在臺灣發展起來的排灣語流行音樂近年來開始開拓市場，漸漸在音樂市場中佔有一席之地。以下列出一些知名的排灣語音樂專輯：
- 《野生BOXING》2014 BOXING樂團
- 《真圓 ZEMIYAN》2016 徹摩
- 《vavayan·女人》2016 阿爆
- 《順著河流走》2016 戴曉君
- 《VANGAV 天窗》2018 徹摩
- 《kinakaian 母親的舌頭》2019 阿爆
- 《裡面的外面》2016 戴曉君
- 《Apaz根》2020 舞炯恩
- 《iya manu maitucu 我以為我不知道》 2021 Kerekeij 禎禎
- 《VAIVAIK 尋走》2024 戴曉君
- 《雲就要翻過山》2024 張淦勛

## 備註
1. ↑  今屏東縣來義鄉 Kuljaljau 古樓村
2. ↑  今屏東縣來義鄉 Vungalid 望嘉村
3. ↑  今屏東縣來義鄉 Pucunug 文樂村
4. ↑  今屏東縣來義鄉 Payljus 南河村白鷺部落
5. ↑  今屏東縣牡丹鄉 Tjaqaciljai 石門村
6. ↑  今屏東縣春日鄉 Dralekeleke 力里村
7. ↑  今臺東縣大武鄉 Patjavalj 大鳥村
8. ↑  今屏東縣三地門鄉 Tukuvulj 德文部落
9. ↑  今屏東縣泰武鄉 Kaviyangan 佳平村
10. ↑  今屏東縣來義鄉 Tjalja'avus 來義村
11. ↑  今臺東縣達仁鄉森永村 Tjadridrik 森永部落
12. ↑  今臺東縣太麻里鄉 Tjavualji 大王村
13. ↑  今屏東縣獅子鄉 Tjakuvukuvulj 舊內文社

## 外部連結
- 排灣語在《民族語》的連結
- 政大原住民族語言教育文化研究中心(含排灣語言能力認證題庫)
- ABVD: Paiwan (Butanglu)/Li (2004)/李壬癸
- ABVD: Paiwan (Kulalao)/Ferrell (1982)
- ABVD: Paiwan (Stimul)/Li (2004)/李壬癸
- ABVD: Paiwan (Tjubar)/Li (2004)/李壬癸
- 10-ICAL/Papers/Tenth International Conference on Austronesian Linguistics 17-20 January 2006 Palawan, Philippines
- TITV Sinbung(北排)
- TITV Sinbung(中排)
- Austronesian Comparative Dictionary （页面存档备份，存于）
- 臺灣原住民族語言學習 （页面存档备份，存于）